# Боровская поселковая администрация
Бо́ровская поселко́вая администра́ция (каз. Бурабай кенттік әкімдігі) — административная единица в составе Бурабайского района Акмолинской области Казахстана.
Административный центр — посёлок Бурабай.

## География
Административно–территориальное образование расположено в северной части Бурабайского района. В состав сельского округа входит 3 населённых пункта.
Граничит с землями административно-территориальных образований: Абылайханский сельский округ — на севере. Администрация окружена с запада, юга и востока — Национальным парком «Бурабай». 
Территория администрации охватывает восточную часть Кокшетауской возвышенности, занимая также малую часть горы Кокшетау, располагаясь непосредственно на Казахском мелкосопочнике. Рельф — мелкосопочный, покрытий лесными массивами Бурабай. Общий уклон — с юга на север. Средняя высота — 310–320 метров над уровнем моря.
Гидрографические компоненты: озёра Жайнак, Караколь. 
Климат холодно-умеренный, с хорошей влажностью. Среднегодовая температура воздуха положительная и составляет около +3,0°С. Среднемесячная температура воздуха в июле достигает +18,5°С. Среднемесячная температура января составляет около -15,0°С. Среднегодовое количество осадков составляет около 470 мм. Основная часть осадков выпадает в период с мая по август.
Через территорию администрации проходит автомобильная дорога — Р-7 «Дороги Курортной зоны Бурабай».

## История
В 1989 году существовал как — «Боровской поссовет», в составе Щучинского района Кокчетавской области.
В составе поссовета находился 1 населённый пункт — посёлок Боровое.
В периоде 1991—1999 годов:
- Боровской поссовет был преобразован в поселковую администрацию в соответствии с реформами административно-территориального устройства Республики Казахстан;
- в состав поселковой администрации — вошло село Окжетпес из Щучинского сельского округа;
- после упразднения Кокшетауской области в 1997 году, территория упразднённой области вошла в состав Северо-Казахстанской области;
- с 1999 года вместе с районом — в составе Акмолинской области.

## Население
| Численность населения | Численность населения | Численность населения | Численность населения |
| 1989                  | 1999                  | 2009                  | 2021                  |
| --------------------- | --------------------- | --------------------- | --------------------- |
| 8356                  | ↘6284                 | ↘4977                 | ↗5668                 |

## Состав
| № | Населённый пункт | Тип населённого пункта          | Население, 1989 | Население, 1999 | Население, 2009 |
| - | ---------------- | ------------------------------- | --------------- | --------------- | --------------- |
| 1 | Бурабай          | посёлок, административный центр | 7 285           | 5 523           | 4 225           |
| 2 | Окжетпес         | село                            | 1 071           | 761             | 687             |
| 3 | Сарыбулак        | аул                             | -               | -               | 65              |

## Местное самоуправление
Аппарат акима Боровской поселковой администрации — посёлок Бурабай, улица Кенесары, 26.
- Аким администрации — Айтбаев Айбек Жанатович[1].